# Saaroffensief
Het Saaroffensief werd op 7 september 1939 gelanceerd door het Franse leger tegen nazi-Duitsland als reactie op de Duitse invasie in Polen. Het offensief werd op 16 september 1939 door de Franse opperbevelhebber afgelast. De terugtrekking van de Franse troepen werd bevolen op 21 september 1939 en voltooid op 4 oktober 1939.

## Voorgeschiedenis
Op 23 augustus 1939 sloten nazi-Duitsland en de Sovjet-Unie het Molotov-Ribbentroppact dat een non-agressieverdrag was waarin de twee landen afspraken elkaar niet aan te vallen, en dat ook niet te doen als een van beide door een derde land zou worden aangevallen. Adolf Hitler wilde het vermeende onrecht dat de Duitsers was aangedaan met de overgave in de Eerste Wereldoorlog en de represaillemaatregelen uit de Vrede van Versailles ongedaan maken en het Erste Reich (Heilig Roomse Rijk) opnieuw opbouwen. De Duitsers hadden op dat moment de demilitarisatie van het Rijnland naast zich neergelegd, Saarland ingenomen, de Anschluss van Oostenrijk, Sudetenland en Tsjechië bewerkstelligd en waren nu militaire voorbereidingen aan het treffen voor een Poolse Veldtocht.
Een onderdeel van de Poolse invasie was een manteloperatie in Duitsland waarbij het moest lijken dat Polen de agressor was die Duitsland binnenviel en Hitler een politieke aanleiding had om op zijn beurt Polen binnen te vallen met zijn divisies. De SS werd ingeschakeld om een grensincident te plannen nabij Gleiwitz. Zodoende startte op 31 augustus 1939 Operatie Himmler waarbij een SD-Sonderkommando het Duitse radiostation overmeesterde en een doodgeschoten misdadiger (uit een Duitse gevangenis) achterlieten in een Pools uniform om zo de indruk te wekken dat het om een Poolse agressiedaad ging. Het SD-commando stuurde een radiobericht de ether in met de melding dat de strijd tussen Polen en de Duitsers was aangebroken waarna de propagandamachine van Hitler de opgezette actie aan de buitenlandse pers toelichtte en zo de Duitsers een reden gaven om Polen binnen te vallen. Zoals gepland ging op 1 september 1939 om 4u45 op Fall Weiss van start. Het Verenigd Koninkrijk en Frankrijk verklaarden op 3 september 1939 de oorlog aan nazi-Duitsland. Dat was het begin van de Tweede Wereldoorlog.

## Het offensief

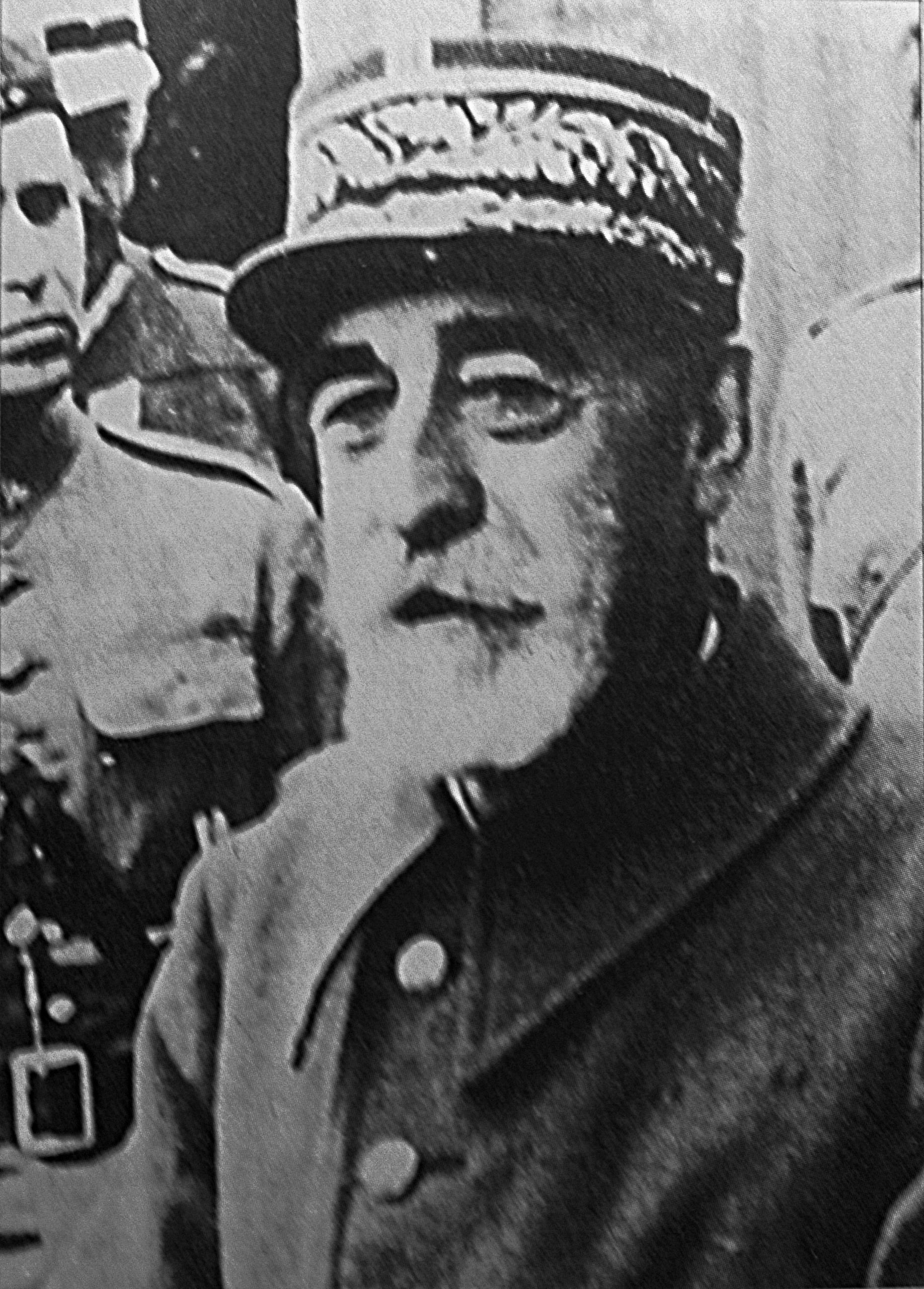
Generaal Faury, de commandant van de invallende troepen

Frankrijk had aan Polen de garantie gegeven dat zijn leger na het begin van de vijandelijkheden met inzet van alle krachten een ontlastend offensief zou beginnen aan de Duitse grens. Door de diplomatieke crisis werden al in de laatste week van augustus 1939 een aantal Franse legereenheden in staat van paraatheid gebracht en naar de Frans-Duitse grens gezonden. Eerst bleven die werkloos toezien omdat men nog hoopte op een diplomatieke oplossing van het conflict. Toen die uitbleef en de oorlog was verklaard, overschreden ze in de nacht van 7 op 8 september 1939 onder commando van Louis Faury de grens met Duitsland nabij Saarbrücken in Saarland en markeerden hiermee de start van het Saaroffensief. In totaal namen elf divisies (veel minder dan de vijfendertig die waren toegezegd van de vijfentachtig waarover Frankrijk beschikte) van het Vierde en Vijfde Leger deel aan deze militaire operatie over een frontbreedte van 32 kilometer. De Duitse weerstand was minimaal, omdat nagenoeg alle eenheden aan de Poolse invasie deelnamen — het Oberkommando der Wehrmacht had van Hitler geen voorbereidingen mogen treffen tegen een Frans offensief omdat Hitler ervan overtuigd was dat Frankrijk de oorlog niet zou durven te verklaren. Aan de hele westgrens lagen maar elf getrainde Duitse divisies.
De Franse opmars werd voornamelijk gehinderd door de versperringen en mijnenvelden van de Westwall en artillerieduels. Ondanks de geringe Duitse weerstand kwam het niet tot een grote Franse opmars. De reden is vooral te vinden in het feit dat het Franse opperbevel zich voorlopig wilde beperken tot statische oorlogsvoering omdat er nog grote tekortkomingen waren in bewapening (vooral bij de luchtmacht) en op de lange duur de tijd in het voordeel van Frankrijk zou werken. Het leek dus onverantwoord om deze vermeende zekerheid van een uiteindelijke overwinning op het spel te zetten door een gewaagd strategisch offensief, dat ook niet paste binnen de zeer methodische Franse militaire doctrine. Toen men Polen de belofte van bijstand deed, was men al niet van plan geweest die na te komen. Daarbij was men zeker niet van plan dwars door de Siegfriedlinie op te rukken: al op 1 september 1939 had de Franse opperbevelhebber Maurice Gamelin aan premier Édouard Daladier duidelijk gemaakt dat een beslissende aanval op Duitsland alleen kans van slagen zou hebben door de neutraliteit van België en Nederland als eerste te schenden en via die landen een omtrekkende beweging te maken om de Westwall heen. De planning van de Entente voorzag zo'n actie pas in de zomer van 1941, wanneer voldoende nieuwe pantserdivisies op de been waren gebracht.
Tijdens het offensief beperkte men zich tot het innemen van al volledig door de Duitse burgerbevolking ontruimde saillanten. Tot een aanval op de hoofdwerken van de Westwall kwam het dus niet. Ten zuidwesten van Saarbrücken werden de vijftig vierkante kilometer van het woud van Warndt bezet, met het dorpje Lauterbach. Ten zuidoosten, voor Breitfurt, werd een strook grensgebied bezet met een breedte van een kleine dertig kilometer en maximaal acht kilometer diep. Die bevatte de dorpjes Bübingen, Kleinblittersdorf en Reinheim. 
Op 16 september deed Gamelin Instruction personnelle numéro 4 uitgaan. Deze legerorder legde de opmars alweer stil, met als argument dat de Polen toch al het punt stonden het te begeven onder de Duitse druk en een voortzetting van het offensief dus nutteloos leek. Op 21 september kwam het bevel terug te trekken, mochten de Duitsers tot de tegenaanval overgaan. Dat gebeurde niet, maar op 23 september werden de tankbataljons teruggetrokken. Op 30 september volgden de infanterie-eenheden, in het diepste geheim om de publieke opinie niet te verontrusten. De terugtocht was voltooid op 4 oktober; slechts een veiligheidsscherm van lichte infanterie bleef achter. Op 16 oktober begonnen de Duitsers dan inderdaad op te rukken. De Franse voorposten trokken zich terug en op de morgen van de volgende dag was vrijwel het hele Duitse grondgebied alweer bevrijd. Aan beide zijden waren de verliezen gering; bij de Duitsers sneuvelden in de eerste twee maanden van de oorlog 198 man aan het westfront.